# Namu Sialang
Namu Sialang is een bestuurslaag in het regentschap Langkat van de provincie Noord-Sumatra, Indonesië. Namu Sialang telt 4461 inwoners (volkstelling 2010). Namu Sialang ligt aan de rand van het Nationaal park Gunung Leuser en tot het gebied behoort ook het ecotoeristische gehucht Tangkahan.
Dit dorp wordt bezocht om de Community Response Unit (CRU) Lembaga Pariwisata Tangkahan. Deze organisatie bestaat uit voormalige stropers die nu juist olifanten verzorgen en hiermee inkomsten genereren via eco-toerisme.

## Galerij

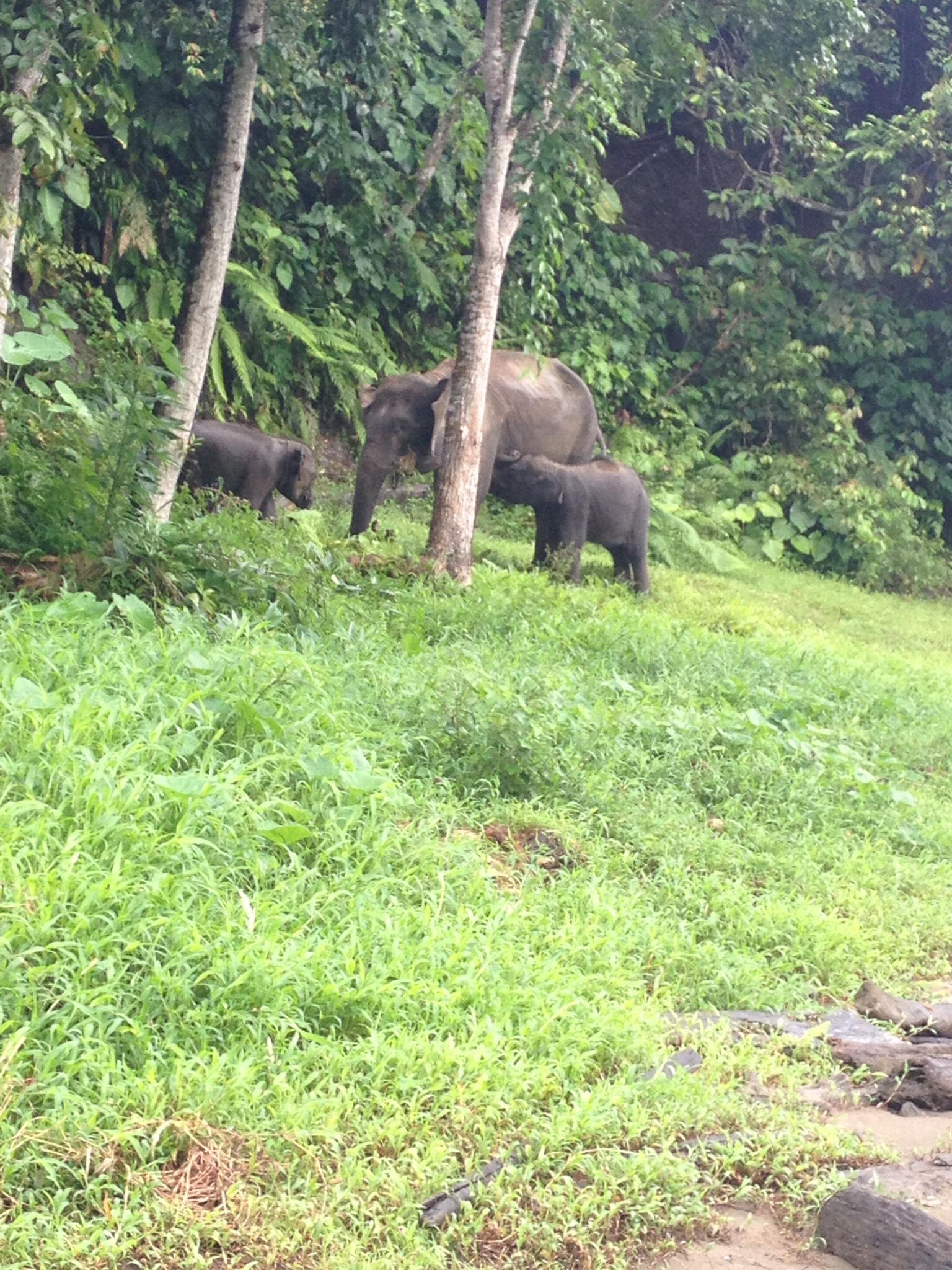
Olifanten in Tangkahan
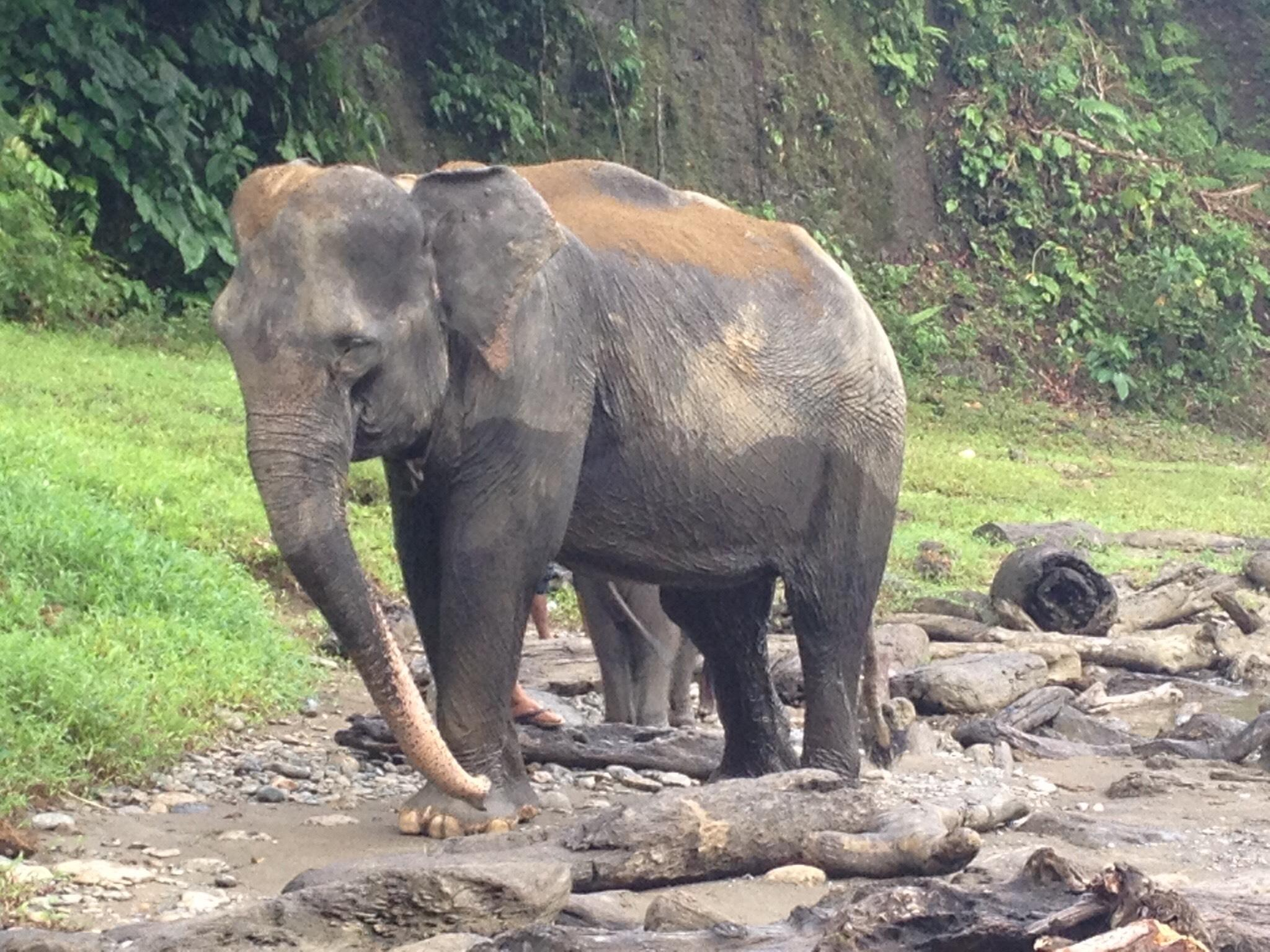
Olifant bij de rivier in Tangkahan
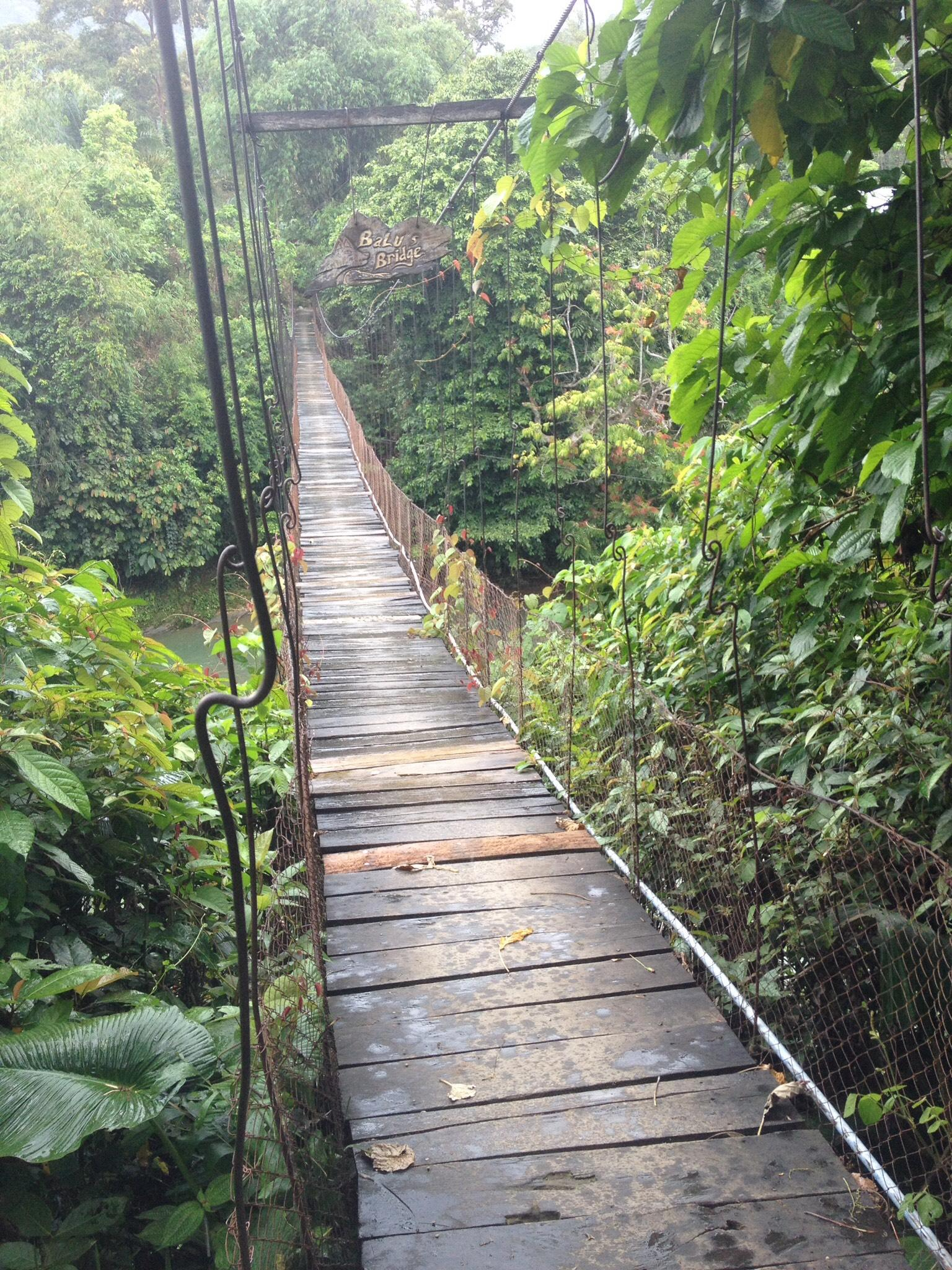
Hangbrug in Tangkahan